# Dolná Streda
Dolná Streda je obec v Galanta na Slovensku. Leží na řece Váh, v severovýchodní části okresu. Její katastrální území má rozlohu 1347 ha. Žije zde přibližně 1 700 obyvatel.
V obci se nachází pozdně barokní římskokatolický kostel svatého Jakuba Staršího z roku 1781.

## Osobnosti
- Ján Majko – slovenský jeskyňář, objevitel jeskyně Domica
- Vojtech Mihálik – slovenský básník, překladatel, publicista a politik